# مارچلو فونداتو
مارچلو فونداتو (ایتالیایی: Marcello Fondato؛ ۸ ژانویهٔ ۱۹۲۴ – ۱۳ نوامبر ۲۰۰۸) یک کارگردان، و فیلم‌نامه‌نویس اهل ایتالیا بود. وی بین سال‌های ۱۹۵۸ تا ۲۰۰۸ میلادی فعالیت می‌کرد.

## گزیدهٔ فیلم‌شناسی
- همسرم (۱۹۶۴)
- خاطرات یک اپراتور تلفن (۱۹۶۹)
- مواظب باش، ما عصبانی هستیم (۱۹۷۴)
- چارلستون (فیلم) (۱۹۷۷)
- سه چهره ترس (۱۹۶۳)
- به من میگن بولدوزر (۱۹۷۸)
- کلانتر و بچه فضایی (۱۹۷۹)
- همه چیز برای من اتفاق می‌افتد (فیلم ۱۹۸۰) (۱۹۸۰)
- بمب‌افکن (فیلم ۱۹۸۲) (۱۹۸۲)